# راي موريس (مغنية مؤلفة)
راي موريس (بالإنجليزية: Rae Morris)‏ هي مغنية مؤلفة بريطانية، ولدت في 2 سبتمبر 1992 في بلاكبول في المملكة المتحدة.

## وصلات خارجية
- الموقع الرسمي
- راي موريس على موقع IMDb (الإنجليزية)
- راي موريس على موقع ميوزك برينز (الإنجليزية)
- راي موريس على موقع أول ميوزيك (الإنجليزية)
- راي موريس على موقع ديسكوغز (الإنجليزية)